# 高浜村 (兵庫県)
高浜村（たかはまむら）は、兵庫県飾磨郡にあった村。現在の姫路市飾磨区の東部、市川の右岸、山陽電気鉄道・飾磨駅の北東一帯にあたる。

## 地理
- 河川：市川、野田川

## 歴史
- 1889年（明治22年）4月1日 - 町村制の施行により、飾東郡下中島村・阿成村・上野田村・下野田村・袋尻村・三宅村の区域をもって発足。
- 1894年（明治27年）4月1日 - 大字下中島が分立して下中島村が発足。
- 1896年（明治29年）4月1日 - 所属郡が飾磨郡に変更。
- 1936年（昭和11年）4月1日 - 飾磨町に編入。同日高浜村廃止。